# 3421 Yangchenning
3421 Yangchenning è un asteroide della fascia principale. Scoperto nel 1975, presenta un'orbita caratterizzata da un semiasse maggiore pari a 2,2341296 au e da un'eccentricità di 0,0920001, inclinata di 2,46505° rispetto all'eclittica.
L'asteroide è dedicato al fisico cinese naturalizzato statunitense Chen Ning Yang.